# Sisyfovská práce

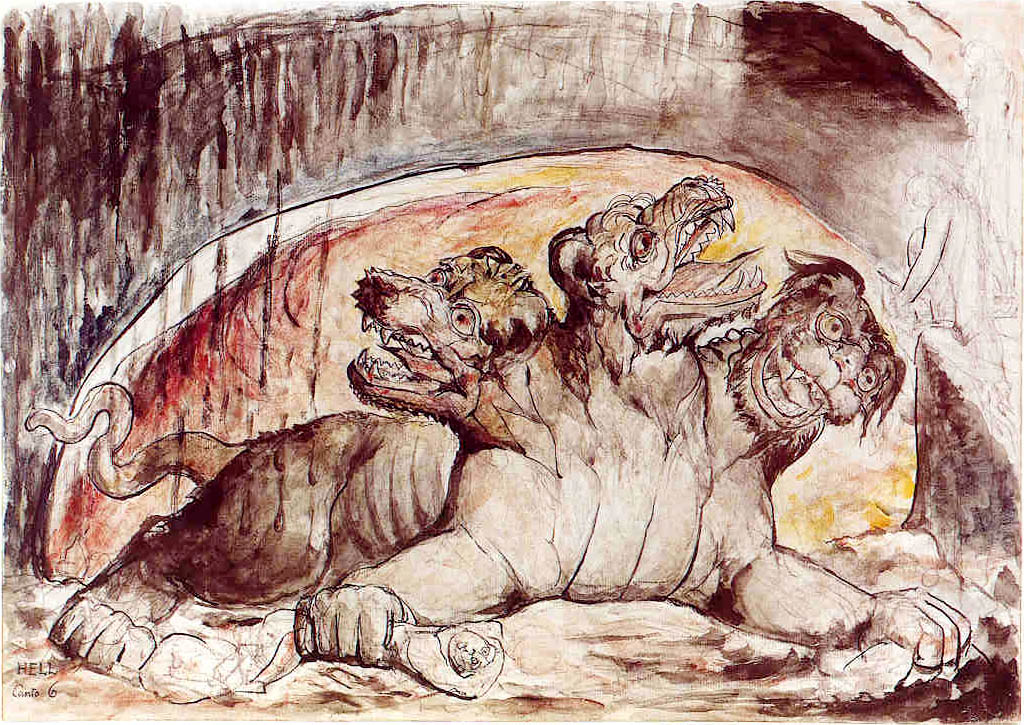
Kerberus – trojhlavý pes, hlídač vchodu do podsvětí

Sisyfovská práce je ustálené slovní spojení a rčení, užívá se jako přirovnání. Znamená zbytečné bezvýsledné úsilí, těžkou, ale marnou práci. Symbol nesmyslné, otupující a bezvýchodné činnosti, ze které nemůže být žádný užitek. Zbytečně vynakládané úsilí k dosažení něčeho nedosažitelného. 

## Původ rčení
O korintském králi Sisyfovi se tvrdí, že patřil k nejchytřejším či nejprohnanějším a také že chtěl být nesmrtelný. Když si pro něho přišla Smrt (bůh smrti Thanatos), vyslaná bohem Diem jako trest za prozrazení tajemství bohů, uvěznil ji. Lidé přestali umírat a také přestali bohům přinášet oběti. Zeus, nejvyšší z bohů, proto poslal svého syna, boha války Aréa zjednat nápravu. Arés Thanata vysvobodil a ten přinesl Sisyfovu duši do podsvětí. Ovšem Sisyfos předvídavě požádal manželku, aby v případě jeho smrti nepohřbívala jeho tělo a nepřinesla pohřební oběť v podobě darů bohům. Bůh podsvětí Hádés a jeho manželka Persefona marně čekali na dary. Sisyfos se vypravil k Persefoně, omlouval se za svou „málo truchlící nedbalou ženu“, které je třeba vyčinit, a slíbil, že vše napraví, pustí-li ho na tři dny z Hádu na zem. Dosáhl tak svého cíle být opět mezi živými a zůstal na zemi s milovanou manželkou. Zeus však pověřil posla bohů Herma (dle jiných pramenů Hádés poslal Thanata), aby Sisyfa přivedl zpět do podsvětí, což se mu podařilo. Soudci mrtvých Sisyfa tvrdě potrestali. Dostal úkol vytlačit na kopec obrovský kámen a na druhé straně ho skutálet dolů. Těsně pod vrcholem mu však balvan sklouzl zpět, a tak potem zalitý vyčerpaný Sisyfos musel seběhnout a balvan tlačit znovu a znovu. Navěky pyká za to, že vyzradil tajemství bohů, že byl lstivý a vychytralý, že chtěl udělat něco, co se nepodařilo nikdy a nikomu – přelstít Smrt. Je to marná snaha – tak jako každá sisyfovská práce.

## Pravopis
K psaní velkého a malého písmene: Sisyfova práce, ale sisyfovská práce - přídavné jméno.

## Albert Camus – Mýtus o Sisyfovi
„Mýtus o Sisyfovi je bezesporu jedním z nejpůsobivějších pojednání o lidském údělu. Camus ve slavném díle odhaluje absurdní postavení člověka ve světě: předvádí nám vrcholně absurdního hrdinu – Sisyfa, kterého kvůli přílišné svobodomyslnosti a neposlušnosti bohové odsoudili k nejstrašnějšímu trestu, jímž je zbytečná a beznadějná práce. Sisyfos má za úkol dovalit na vrchol hory velký balvan, který ihned padá vlastní vahou zpět na její úpatí. Je nucen pokračovat v takovéto práci do nekonečna. Pro Camuse se stal Sisyfos vhodným symbolem jeho pojetí lidského údělu. Představa, že s touto těžkou prací nebude nikdy hotov, může ubíjet, přesto v ní Camusův Sisyfos nalézá určitý – možná pochybný – smysl. Klopotná a nesmyslná práce lidského rodu sama se Camusovi ještě nejeví tragická. Tragickou se stává až tehdy, když člověk poznává úklady existence a zaujímá k této situaci určité stanovisko. Jeho hrdina »prohlédá« poznáním nesmyslnosti života a své bezmocnosti, a tím se osvobozuje od iluzí. Proto Camuse zajímá Sisyfos zvláště ve chvíli, kdy se vrací volný zpět k úpatí hory, aby se znovu chopil svého balvanu, tedy ve chvíli oddechu a přemítání o svém neradostném údělu: »… tato chvíle je chvílí vědomí.« Pokud si člověk uvědomí absurditu života a smíří se s tím, že život nemá žádný předem daný smysl (a pokud ano, je mimo lidské síly jej odhalit), štěstí spočívá v samotné práci a existenci, nikoli v dosažení úspěchu. Podle Camuse můžeme z tohoto úhlu pohledu považovat Sisyfa za šťastného, protože zbytečnost jeho práce nebude zdrojem zoufalství.“ 